# NGC 2299
NGC 2299 (ook: NGC 2302) is een open sterrenhoop in het sterrenbeeld Eenhoorn. Het hemelobject werd op 4 maart 1785 ontdekt door de Duits-Britse astronoom William Herschel.
Net ten zuidoosten van deze open sterrenhoop is de koele koolstofster W Monocerotis (CGCS 1444) te vinden.
Vanaf de Benelux gezien bevindt NGC 2299 / 2302 zich in de gordel van de geostationaire satellieten.

## Synoniemen
- OCL 554